# 白俄羅斯武裝部隊
白俄罗斯共和国武装部队（羅馬化：Uzbrojenyja sily Respubliki Bielaruś，缩写：УС РБ / US RB，羅馬化：Vooruzhonnyye sily Respubliki Belarus），是白俄罗斯共和国的军事组织，成立于1992年。

## 军种

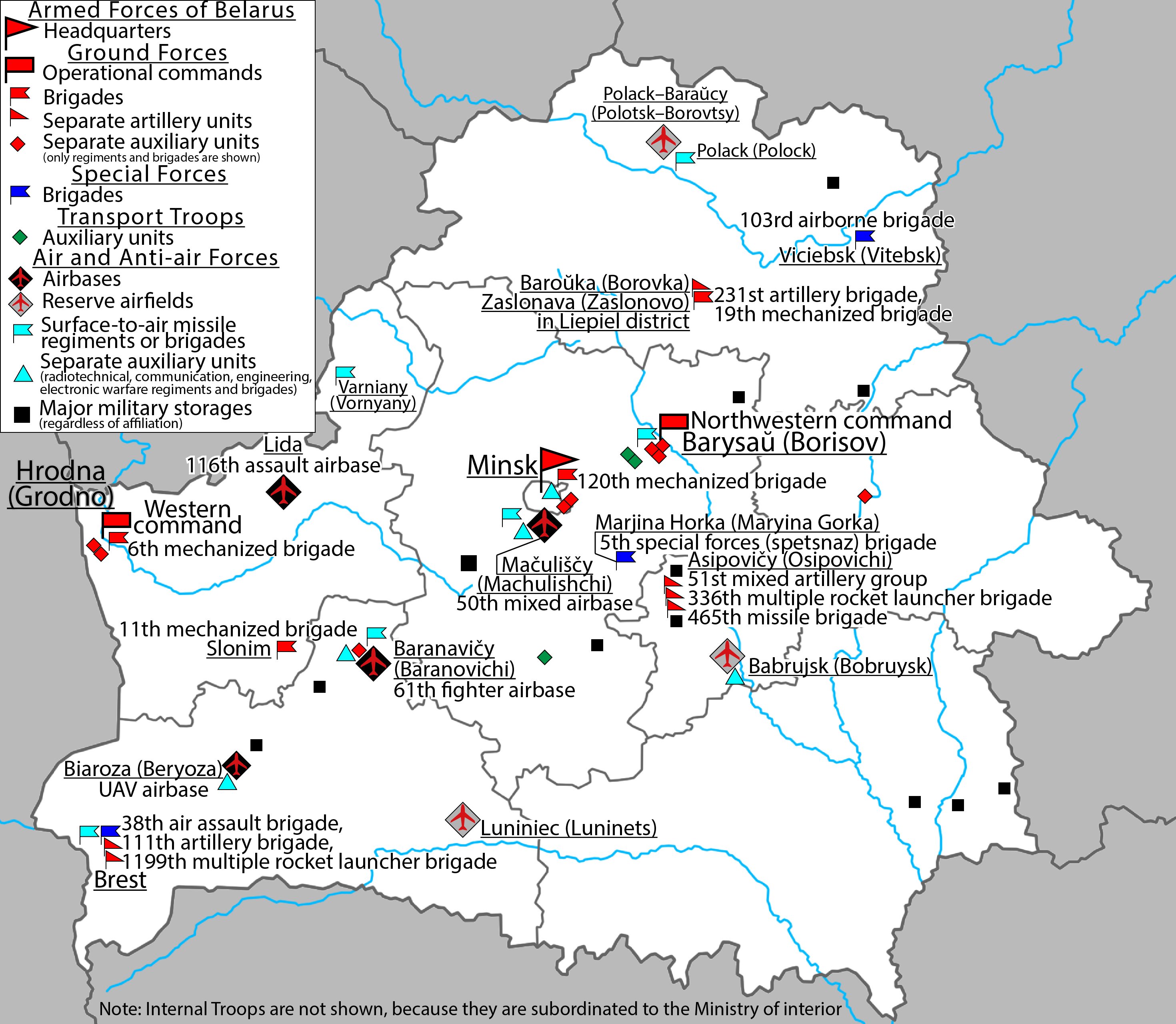
2021年白俄罗斯武装部队单位地图
陆军
航空防空部队
特种部队
运输部队

白俄罗斯武装部队的组成包括：
- 2个主要军种：陆军（英语：Belarusian Ground Forces），航空防空部队（英语：Belarusian Air Force）
- 3个独立兵种：特种部队（英语：Special Operations Forces (Belarus)），运输部队（英语：Belarusian Transport Troops），领土防卫部队（俄语：Территориальные войска Белоруссии）

### 陆军
白俄罗斯陆军成立之初主要由前苏联白俄罗斯军区的士兵组成。2001年12月，建立两个类似军区的作战司令部。目前白俄罗斯陆军包括3个分部：
- 总部，驻明斯克
- 西部作战司令部，驻格罗德诺
- 西北作战司令部，驻鲍里索夫

### 航空防空部队
2001年，白俄罗斯空军和防空部队合并为航空防空部队。其中原空军部队继承自前苏联空军第26集团军。原防空部队继承自前苏联第2防空集团军下属的第11防空军。

### 特种部队
白俄罗斯特种部队直接隶属于白俄罗斯武装部队总参谋部，成立于2007年，作战部队包括：
- 第38独立近卫空中突击旅，布列斯特
- 第103独立近卫空降旅，维捷布斯克
- 第5独立特战旅，馬里納戈爾卡
- 第742野战通信中心
- 独立安全和维修营
- 其他连级单位

### 运输部队
白俄罗斯运输部队成立于2006年，以原先的铁路、汽车和公路部队为基础组建。其编制包括：
- 第36路桥旅
- 第30独立铁路旅
- 第65汽车旅
- 军事通信部和后勤仓库单位

### 领土防卫部队
白俄罗斯领土防卫部队为后备部队，仅在战争期间或军事政治局势紧张时期征召。